# IC 2143
IC 2143 ist eine Balken-Spiralgalaxie vom Hubble-Typ SBb im Sternbild Hase am Südsternhimmel. Sie ist schätzungsweise 129 Millionen Lichtjahre von der Milchstraße entfernt und hat einen Durchmesser von etwa 80.000 Lichtjahren. Gemeinsam mit vier weiteren Galaxien bildet sie die IC 438-Gruppe oder LGG 134.
Das Objekt wurde am 7. Oktober 1897 von Lewis Swift entdeckt.